# Adrià Altimira
Adrià Altimira Reynaldos (Cardedeu, 28 marzo 2001) è un calciatore spagnolo, difensore del Villarreal.

## Biografia
È nipote dell'ex calciatore Aureli Altimira e cugino di Sergi Altimira.

## Carriera
Dopo gli inizi nel Granollers, ha giocato nel settore giovanile del Barcellona per dodici anni. Il 27 agosto 2020 si è trasferito in Croazia alla Lokomotiva Zagabria, ma pochi mesi dopo è ritornato in patria al Melilla.
Ha giocato il suo primo incontro ufficiale il 1º novembre 2020 in Segunda División B contro il Villanovense. Il 16 maggio 2021 ha segnato il suo primo gol nella vittoria per 3-0 contro l'Atlético Madrid B.
Il 1º luglio 2021 si è trasferito all'FC Andorra in Primera División RFEF, ottenendo la promozione in Segunda División al termine della stagione.
Il 14 luglio 2023, dopo aver rifiutato il rinnovo, è stato acquistato dal Villarreal, che lo ha aggregato alla propria seconda squadra. Il 22 ottobre ha debuttato in prima squadra nel pareggio interno contro l'Alavés.

## Statistiche

### Presenze e reti nei club
Statistiche aggiornate al 13 novembre 2022.
| Stagione        | Squadra         | Campionato      | Campionato | Campionato | Coppe nazionali | Coppe nazionali | Coppe nazionali | Coppe continentali | Coppe continentali | Coppe continentali | Altre coppe | Altre coppe | Altre coppe | Totale | Totale | Totale |
| Stagione        | Squadra         | Comp            | Pres       | Reti       | Comp            | Pres            | Reti            | Comp               | Pres               | Reti               | Comp        | Pres        | Reti        | Pres   | Reti   |        |
| --------------- | --------------- | --------------- | ---------- | ---------- | --------------- | --------------- | --------------- | ------------------ | ------------------ | ------------------ | ----------- | ----------- | ----------- | ------ | ------ | ------ |
| 2020-2021       | Melilla         | SDB             | 24         | 1          | CR              | 0               | 0               |                    | -                  | -                  |             | -           | -           | 24     | 1      |        |
| 2021-2022       | FC Andorra      | PDR             | 27         | 0          | CR              | 2               | 0               |                    | -                  | -                  |             | -           | -           | 29     | 0      |        |
| 2022-2023       | FC Andorra      | SD              | 36         | 1          | CR              | 1               | 0               |                    | -                  | -                  |             | -           | -           | 37     | 1      |        |
| 2023-2024       | Villarreal B    | SD              | 10         | 0          |                 | -               | -               |                    | -                  | -                  |             | -           | -           | 10     | 0      |        |
| 2023-2024       | Villarreal      | PD              | 4          | 0          | CR              | 1               | 0               | UEL                | 1                  | 0                  |             | -           | -           | 6      | 0      |        |
| Totale carriera | Totale carriera | Totale carriera | 101        | 2          |                 | 4               | 0               |                    | 1                  | 0                  |             | -           | -           | 106    | 2      |        |